# Asidahetsh
Asidahetsh, jedno od nekoliko bivših plemena Indijanaca koji su zajedno s plemenima Tawehash (Taovaya), Tawakoni (Tawakarchu), Waco, Yscani, Akwesh, Kishkat,  Korishkitsu (Kirishkitsu; možda Kichai) i Wichita vlastitim i još nekima činili Wichita naciju. Swanton navodi kako au 'Mooneyeva' plemena Kirishkitsu, Asidahetsh i Kishkat ostali neidentificirani.